# El guardaespaldas (película de 1963)
El guardaespaldas (título original en francés: L’aîné des Ferchaux ) es una película francesa de Jean-Pierre Melville estrenada en 1963.

## Sinopsis
Para evitar un escándalo financiero, un banquero, Dieudonné Ferchaux (Charles Vanel), huye a Estados Unidos tras contratar a un exboxeador, Michel Maudet (Jean-Paul Belmondo), que hará las veces de secretario, chófer y guardaespaldas. Basada en la novela "El mayor de los Ferchaux" (L'aîné des Ferchaux ), escrita por Georges Simenon.
- Datos: Q1214819